# Canadá en los Juegos Paralímpicos de Lillehammer 1994
Canadá estuvo representado en los Juegos Paralímpicos de Lillehammer 1994 por un total de 31 deportistas, 25 hombres y seis mujeres.

## Medallistas
El equipo paralímpico canadiense obtuvo las siguientes medallas:
| Nombre | Deporte            | Evento                         |
| --- | ------------------ | ------------------------------ |
| Oro |                    |                                |
| Stacy Kohut | Esquí alpino       | Supergigante LWXII masculino   |
| Plata |                    |                                |
| Lana Spreeman | Esquí alpino       | Eslalon LW3/4 femenino         |
| Ramona Hoh | Esquí alpino       | Eslalon LW6/8 femenino         |
| Bronce |                    |                                |
| Lana Spreeman | Esquí alpino       | Descenso LW3/4 femenino        |
| Lana Spreeman | Esquí alpino       | Eslalon gigante LW3/4 femenino |
| Lana Spreeman | Esquí alpino       | Supergigante LW3/4 femenino    |
| Ramona Hoh | Esquí alpino       | Descenso LW6/8 femenino        |
| John Belanger Yves Carrier J. C. Chan Jamie Eddy Angelo Gavillucci Pat Griffin Dan Jansen Robert Lagace Hervé Lord Shawn Matheson Dean Mellway Lou Mulvihill Todd Nicholson Pierre Pichette Ken Schneider | Hockey sobre hielo | Torneo mixto                   |